# Mary King's Close

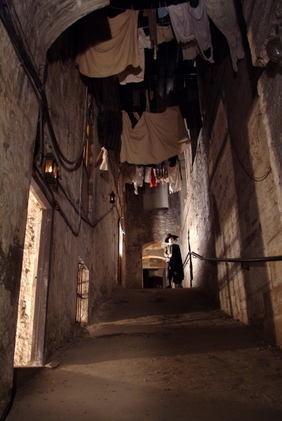
Vista del Mary King's Close

Mary King's Close es un importante callejón comercial del siglo XVII situado en la zona antigua de Edimburgo (Escocia). Hoy día se encuentra tapiado por el edificio de la City Chamber, el actual ayuntamiento de la ciudad.
La Royal Exchange, como en un principio fue llamado este gran edificio del considerado arquitecto John Adam, empezó a construirse en 1753  sobre los cimientos de cinco callejones de la ciudad: Stewart Close, Pearsons Close, Allan Close, Craig Close y, por último y más importante, Mary King's Close, quedaron sepultados por él.
Actualmente, este complejo de callejuelas congeladas en el tiempo desde el siglo XVII forma un laberinto en las profundidades del centro histórico de la ciudad, y es lo que llaman "la ciudad subterránea" de Edimburgo.
El close, después de ser en parte demolido y tapiado fue cerrado al público durante muchos años llegando a ser una fuente para mitos y leyendas urbanas de historias de fantasmas de las víctimas de la peste que murieron en estas casas.

## Diferentes nombres
Previamente fue conocido como "King's Close", "Alexander King's Close", "Towris Close", "Livingstoun's Close" y "Brown's Close"

## La peste en Edimburgo
Durante la Navidad del Año 1644, la Peste, que tal vez fuera traída por barco desde la Europa continental y entrase por el puerto de Leith, fue propagada por las pulgas (Siphonaptera: Xenopsylla cheopis) de las ratas, y cruzó rápidamente todo el país. En primer lugar llegó a Edimburgo, luego se extendió al oeste y al norte, y durante los siguientes 18 meses mató a una parte sustancial de la población escocesa.
A pesar del mito perdurable, las víctimas de la plaga nunca fueron tapiadas en el callejón para dejarlas morir de hambre. De hecho, había una larga tradición de [cuarentena] organizado en la ciudad. Durante los brotes, las personas infectadas con la plaga se encerraban en su casa e indicaban su situación mostrando una bandera blanca pequeña por la ventana. En respuesta, el pan, la cerveza, el carbón, y en ocasiones incluso vino, se les entregan diariamente, y un médico especialista podía visitarlos para llevar a cabo el drenaje de los bubones: los ganglios linfáticos llenos de pus que amenazaban con llevar al paciente a la muerte por septicemia. Algunas personas pasaban la cuarentena en chozas de madera (ludges) fuera de la ciudad, en Sciennes Boroughmuir, o en el King's Park, para quedarse allí de dos a seis semanas hasta pasar el peligro o morir.
Con los tratamientos médicos limitados y a menudo peligrosos de la época, los médicos podían hacer muy poco para ayudar. Llevaban la llamada "máscara de la peste", que era de cuero y en forma de pico, y ahí depositaban hierbas para tratar de protegerse a sí mismos, pero muchos murieron. John Paulitious, el primer médico oficial de la plaga de Edimburgo, fue una de esas víctimas. Sin embargo, los riesgos no eran sin compensación alguna. El salario de Paulitious se había ido incrementando de 40 a 80, y después a la increíble suma de 100 libras escocesas al mes. Su sucesor fue el doctor George Rae, quien lo reemplazó el 13 de junio de 1645.
El Dr. Rae iba vestido de pies a cabeza con cuero grueso, con la máscara de pájaro, con una capa de cuero y unos guantes largos para visitar a las víctimas de la peste porque en ese momento se creía que la plaga se había extendido por miasmas, lo que se pensaba que era "aire malo" que desprenden los cuerpos enfermos, y toda esta vestimenta actuaba como armadura para prevenir los efectos de tales miasmas. Más tarde se demostró que la plaga se extendía por las picaduras de las pulgas, y que el cuero había impedido que las pulgas del paciente mordieran al médico.
En noviembre, el Dr. Rae negoció otras 10 libras escocesas por mes, pero en el otoño de 1646 lo peor vino a Edimburgo, y el ayuntamiento no se pensó por un segundo pagarle lo que pedía. Diez años después del último brote importante de la peste en Escocia, George Rae todavía estaba luchando para que le pagasen. Con el tiempo, ganó y reclamó una pensión anual sin precedentes: de 1.200 libras escocesas.

## Actualidad
Mary King's Close fue reabierto al público en abril del 2003 como atracción turística. Ahora, visitando el callejón se puede experimentar cómo vivió, trabajó y murió la gente en el Edimburgo del siglo XVII.
La organización nacional de turismo de Escocia "Visit Scotland" le ha concedido las 5 estrellas como una atracción turística excepcional por la facilidades y servicios que ofrece. Y también ha sido galardonado en varias ocasiones por diferentes instituciones. El premio más reciente fue concedido en 2010 por The Radio Forth Awards por ser la "Atracción turística favorita de la ciudad" .

## Mary King's Close en los medios de comunicación españoles
- "Valencians pel mon: Edimburgo". Capítulo número 8 de la última temporada. Se emitió en el Canal 9 en 2011.

- "Galegos no mundo: Edimburgo" Capítulo número 24. Se emitió en Televisión Galicia (CRTVG) el 23 de junio de 2011

- "Castilla y León en el mundo Edimburgo". Capítulo número 10 de la segunda temporada. Se emitió en Cyltv el  22 de noviembre de 2010.

- "Duttifrí" Capítulo número 11 de la segunda temporada. Se emitió en el 2008.

- "Milenio 3" "Mary kings Close: un lugar de leyendas, fantasmas y apariciones". Se emitió el 19 de julio de 2008.

- "Ciudades bajo tierra. Episodio 12: Edimburgo". Se emitió en el Canal de Historia en 2007. Se puede ver en: https://web.archive.org/web/20120502010016/http://tu.tv/videos/ciudades-bajo-tierra-12-edimburgo